# Намаз (ислам)
Намаз (перс. نماز‎), или салат (арап. الصلاة‎), најзначајнији је вид молитве код муслимана. Намаз представља један од пет стубова ислама код сунита, и један од десет чинова ислама код шиита. Ко остави намаз (не клања га редовно и у прописано време), оставио је ислам и не може се сматрати муслиманом.
Муслимани обављају пет намаза дневно: 
- сабах намаз
- подне намаз
- икиндија намаз
- акшам намаз
- јација намаз

Намаз је стуб ислама, најбоље дело и строга обавеза, коју верник мора извршити. Ко остави намаз, оставио је ислам. Намаз је други стуб вере. Постоје две врсте молитве. Прва је лична молитва, невезана за било каква правила или ритуале. Друга, салат, је ритуална молитва која се састоји из одређених покрета и речи. Намаз се у хадису помиње као суштински чин покоравања Богу, и основни доказ припадности исламу. Кључни значај који се у исламу придаје молитви потиче од схватања да извођење салата приморава људско тело да реагује на стварност која је претходно у шехадету била потврђења срцем и језиком.
Према предаји, пет дневних молитви води порекло од самог почетка ислама. Оно се повезује уз Мухамедов улазак у рај (џенет). Када је Мухамед узнесен на небо, Бог наложи верницима 50 молитви (намаза) дневно; Мухамед одлази од Бога са том обавезом; на повратку среће Мојсија (Муса), који га пита шта је Бог наложио његовој заједници. Када је чуо наредбу рекао је: „Врати се своме Господару, јер заједница није у стању то извршавати“ и тада је Бог смањио број молитви на 25, па пошто је и то било много, дошло је до смањења на свега 5 молитви дневно, који вреде као 50.
Пре приступања молитви, верник мора да обави обред очишћења (абдест) у виду малог ритуалног прања, или купања. Одело мора одговарати правним прописима тј. мора „покривати интимне делове“. То значи да мушкарци морају бити покривени од пупка до колена, а слободне жене по читавом телу осим лица и руку. Молитва се не мора нужно обављати у џамији, већ може и у кући или било којем другом месту. Важно је да верник буде окренут према кибли (Ћаба) и на чистом месту. Верници се поређају у редове, и води се рачуна да ти редови буду густи и правилни. Посебно се цени први ред, а такође се препоручују места надесно од имама. Ово се односи само на мушкарце, док је за жене најбољи задњи ред. Телесна кретања која муслиман чини при молитви следе модел исказивања страхопоштовања и покорности Богу. Верник подиже руке до висине ушију, уз почетни текбир, којим започиње молитва. Такбир се изводи тако што муслимански верник подиже шаке до висине ушију и на арапском изговара „Бог је највећи“ (Алаху екбер), након чега се поклања и обраћа се на прописан начин. Затим верник изговара суру Фатиху којим започиње Куран. Након Фатихе верник изговара још један стих из Курана по слободном избору или неку краћу суру. Након тога, уз текбир се савија и велича Бога, а потом и враћа. Пре него што приступи клањању верник најпре мора да понови такбир „Алах је највећи“, потом се спушта на колена и клања Богу, стављајући дланове на под који додирује челом и носем, савијених ножних прстију. У том положају три пута изговара „Слава највишем Господу“. Након што још једном изговори „Алах је највећи“ верник седа на пете и моли Бога за опроштај грехова, изговарајући „Боже, опрости ми и укажи милост“. Поновивши још једном „Алах је највећи“ опет се клања и у том ставу три пута изговара „Слава највишем Господу“ потом устаје и понавља цео поступак молитве, започињући га неким другим стихом којим се велича Бог. Када верник у потпуности изврши све циклусе молитве, поново седа на пете и изговара формулу познату као „сведочење“ (тешехуд). Након сведочења следи понизна молба Богу да благослови пророке Мухамеда и Аврама (Ибрахима), последњег и првог Божјег гласника чији је задатак био да посредством књиге објављења човечанству пренесу спасоносну истину, а потом и лична. Молитва се завршава призивањем мира. У том признању верник окреће лице прво на десну па на леву страну изговарајући: „мир са вама, и милосрђе Божје“.
Поред дневних молитви има и оних које нису обавезне, неке од њих су се уврстиле тек после Мухамедове смрти, па зато никада нису добиле снагу прописа, док су неке биле заборављене и за време Мухамедовог живота. То се догодило и са ноћном молитвом (салат ал-лајл) а из хадиса се сазнаје да су оваква ноћна молитвена бдења била марљиво спровођења у старој заједници.
Подневна молитва у петак, је једина јавна молитва. Она се одвија у џамији или мосеји. Реч „мосеја“ долази од арапског масџид, дословно – „место клањања“. Првенствени циљ грађења џамије био је у ствари, заједничка молитва. Међутим, на џамију не можемо гледати као еквивалент хришћанској цркви или јеврејској синагоги. Џамија је на неки начин наследник римског форума и грчке агоре. У њој се налази проповедаоница (минбер), односно платформа с које се издају значајне наредбе и прогласи. Временом, како је државна власт јачала, политичка улога џамије се смањивала, али никада није престала. Џамија није отворена само за време редовне молитве. Она је увек отворена за медитације, учење и спонтану молитву, као и за друге радње. У старо време је служила и као судница, јер је исламски закон свети закон, а закон и религија су били нераздвојно повезани. Џамија је такође служила као место за учење тј. као школа, а касније је била везана за семинар у коме се изучавао не само Куран већ и остала наука.
Унутрашњост џамије је једноставна и без украса. Ту нема светиња ни олтара, зато што у муслиманској религији нема обреда, свете тајне, ни свештеничке службе. Имам је вођа у молитви, и сваки муслиман који зна молитве и ритуал може то да буде.
Посебна врста молитве је молитва за мртве (џеназа). То је колективна дужност. У хадису се проповеда да је Мухамед изостављао овакве молитве за мртве који су починили самоубиство. У погледу места на којима се треба обавити оваква молитва владају различита мишљења. Неки мисле у џамији, у кући умрлога, у дворишту... Тело умрлог није нужно присутно за време молитве.
Салат треба обављати предано, усредочене пажње. Често се прича како је Мухамед одбацио комад одеће, јер је шара на њој одвраћала пажњу приликом молитве. Најзначајније обележје молитве (салата) јесте да она представља разговор са Богом (Алахом), и ако човек не познаје понизност молитва је безвредна.